# Planetario

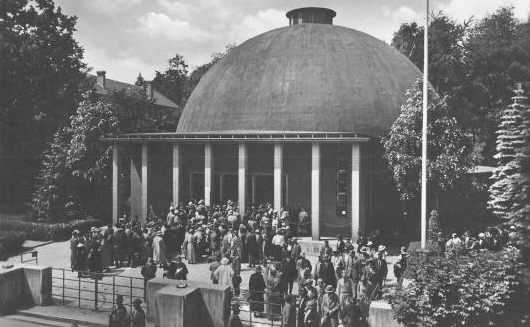
El Carl-Zeiss-Planetarium en Jena, Alemania, el planetario más antiguo del mundo (foto del año 1926).

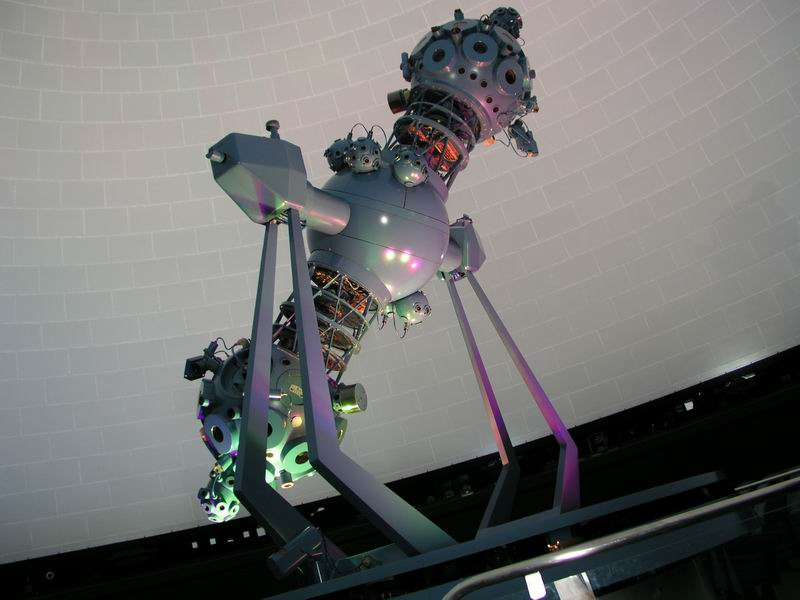
Un proyector típico en el planetario de Berlín.

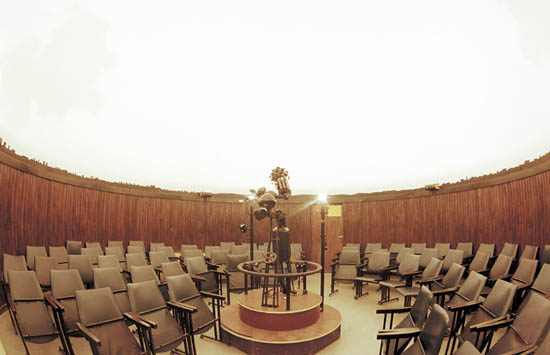
Interior de una sala de proyección del planetario.
(Planetario de Belgrado, Serbia)

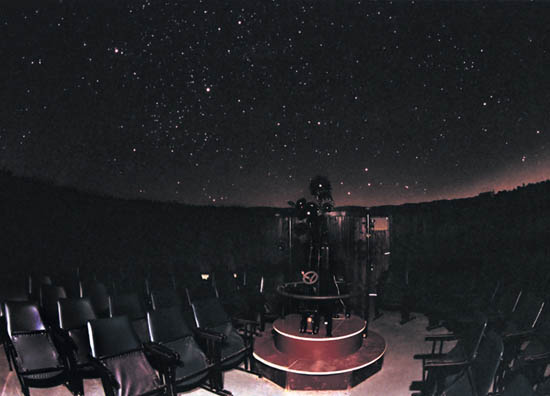
Dentro de la misma sala durante la proyección.
(Planetario de Belgrado, Serbia)

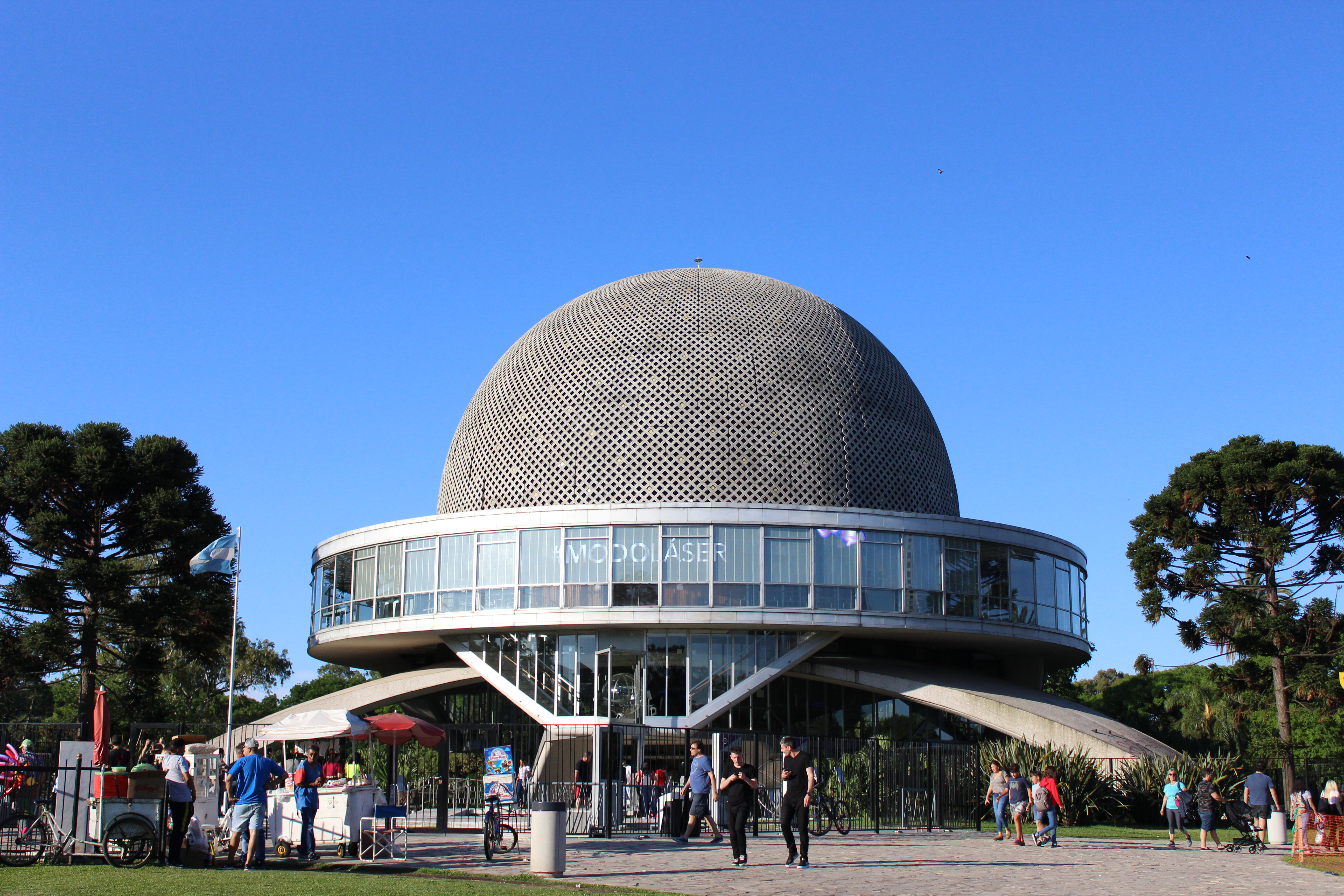
Planetario Galileo Galilei, ubicado en Buenos Aires

Un planetario es un tipo de sala de espectáculos o teatral construida principalmente para presentar espectáculos educativos y de entretenimiento sobre astronomía y el cielo nocturno, o para adiestrar en navegación celeste.
Una característica dominante de la mayoría de los planetarios es la gran pantalla de proyección en forma de cúpula en la que se pueden hacer aparecer y moverse de forma realista escenas de estrellas, planetas y otros objetos celestes para simular los complejos «movimientos de los cielos». Las escenas celestiales se pueden crear utilizando una amplia variedad de tecnologías, por ejemplo, «bolas de estrellas» diseñadas con precisión que combinan tecnología óptica y electromecánica, proyector de diapositivas, video y sistemas de proyección fulldome, y láseres. Independientemente de las tecnologías que se utilicen, el objetivo normalmente es vincularlas para simular un movimiento relativo exacto del cielo. Los sistemas habituales se pueden configurar para simular el cielo en cualquier momento, pasado o presente, y, a menudo, para representar el cielo nocturno como se vería desde cualquier punto de latitud en la Tierra.
Los planetarios varían en tamaño desde la cúpula de 37 metros en San Petersburgo, Rusia (llamado “Planetario n.º 1”) hasta cúpulas portátiles inflables de tres metros donde los asistentes se sientan en el suelo. El planetario más grande del hemisferio occidental es el Jennifer Chalsty Planetarium en el Liberty Science Center en Nueva Jersey (27 metros de diámetro). El Planetario Birla en Calcuta, India, es el mayor por capacidad de asientos (630 asientos). Hasta entonces, el Planetario del Museo de Ciencia y Tecnología de China en Pekín, China, era el de mayor capacidad de asientos (442 asientos). En América del Norte, el Planetario Hayden en el Museo Americano de Historia Natural en la ciudad de Nueva York tiene el mayor número de asientos (423).
El término «planetario» se usa a veces de forma genérica para describir otros dispositivos que ilustran el sistema solar, como una simulación por computadora o un planetario mecánico. El software de planetario se refiere a una aplicación de software que representa una imagen tridimensional del cielo sobre una pantalla de computadora bidimensional, o en un casco de realidad virtual para una representación 3D. El término «planetariano» se usa para describir a un miembro del personal profesional de un planetario.

## Historia de los planetarios

### Temprana

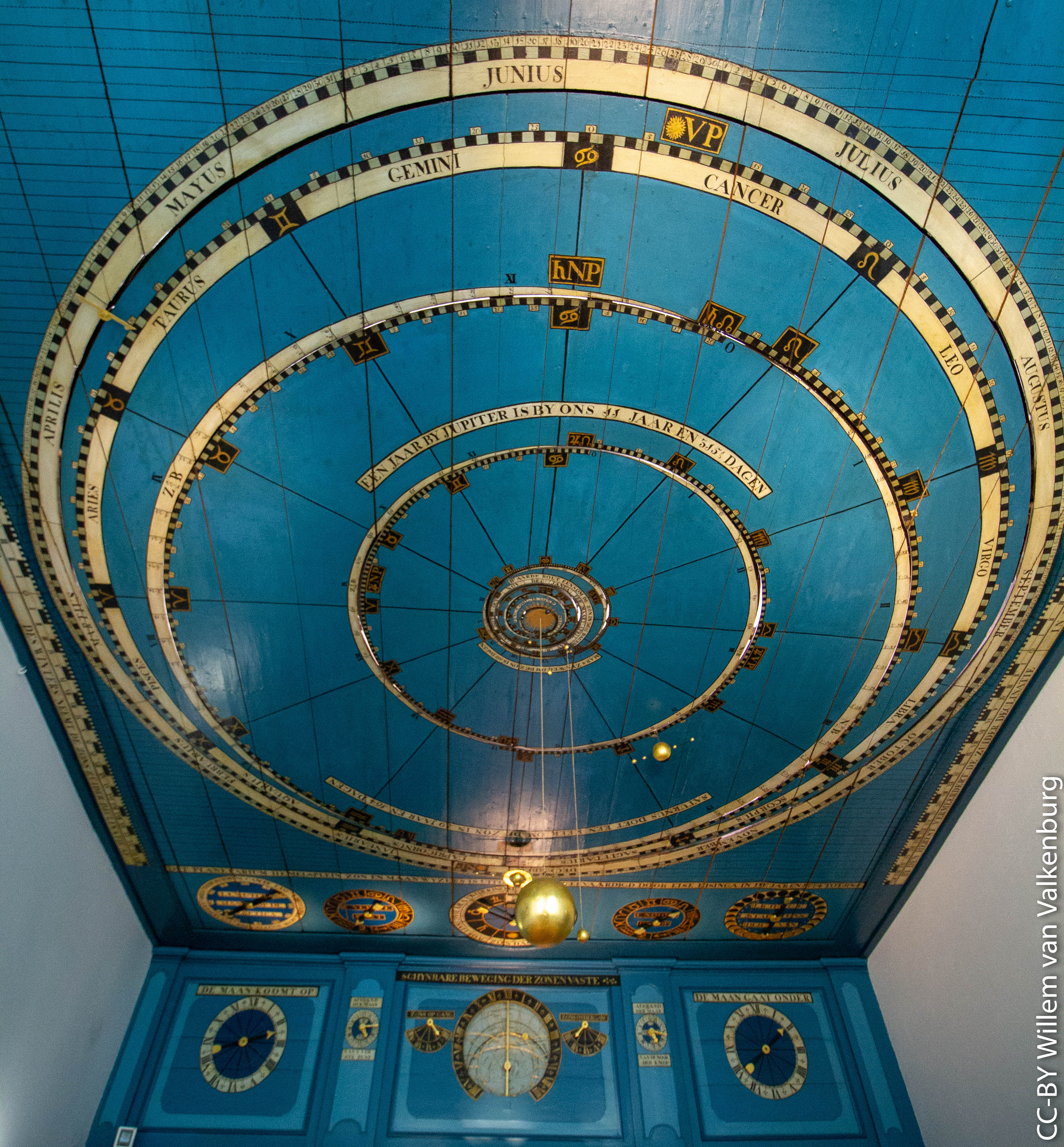
Planetario de Eisinga

El origen de la idea de planetario se sitúa en el Antiguo Egipto, donde se han encontrado restos de pinturas de estrellas y constelaciones dibujadas en varias tumbas como la de Nut, diosa del cielo. También son antecedentes del planetario como herramienta divulgadora de la astronomía  los relojes astronómicos, los globos celestes giratorios y los planetarios mecánicos complejos.
Se atribuye al antiguo erudito griego Arquímedes (c. 287-c. 212 a. C.) la creación de un primitivo dispositivo de planetario mecánico que podía predecir los movimientos del Sol, de la Luna y de los planetas. Creó ese primer modelo basándose  en el sistema de esferas de Eudoxo de Cnido alrededor del año 250 y se podían ver los movimientos de los planetas que conocían y también de la Luna y del Sol en sus recorridos, mostrando también el funcionamiento de los eclipses. El dispositivo se encontraba dentro de una esfera metálica y giratoria que representaba el cielo y se podía ver a través de una apertura en la esfera. El descubrimiento del mecanismo de Anticitera demostró que tales dispositivos ya existían durante la antigüedad, aunque probablemente después de la vida de Arquímedes. Campanus de Novara (1220-1296) describió un Equatorium en su obra Theorica Planetarum (c. 1261-1264), e incluyó instrucciones sobre cómo construir uno, aunque el instrumento empleado para encontrar las posiciones de los objetos astronómicos ya se conocía desde la Antigüedad. El Globo de Gottorf, construido alrededor de 1650, tenía constelaciones pintadas en el interior. Estos dispositivos hoy en día generalmente se denominan planetarios mecánicos (en inglés, Orrery, llamados así por el conde de Orrery, un par irlandés del siglo XVIII que hizo construir uno). De hecho, muchos planetarios hoy en día tienen lo que se llama planetarios mecánicos de proyección, que proyectan sobre la cúpula un Sol con planetas (generalmente limitados desde Mercurio hasta Saturno) girando alrededor de él en algo cercano a sus correctos períodos relativos.
El pequeño tamaño de los planetarios mecánicos típicos del siglo XVIII limitó su impacto y, hacia fines de ese siglo, varios educadores intentaron algunas simulaciones de los cielos a mayor escala. Los esfuerzos de Adam Walker (1730-1821) y de sus hijos son dignos de mención en sus intentos por fusionar las ilusiones teatrales con las aspiraciones educativas. El Eidouranion de Walker era el corazón de sus conferencias públicas o presentaciones teatrales. El hijo de Walker describe esta «Elaborada Máquina» como de «veinte pies de alto y veintisiete de diámetro: se encuentra verticalmente ante los espectadores, y sus globos son tan grandes que se ven claramente en las partes más distantes del Teatro. Cada planeta y satélite parecen suspendidos en el espacio, sin soporte alguno, realizando sus revoluciones anuales y diurnas sin causa aparente». Otros conferenciantes promovieron sus propios dispositivos: R E  Lloyd anunció su Dioastrodoxon, o Gran Orrery Transparente, y en 1825 William Kitchener estaba ofreciendo su Ouranologia, que tenía 13 m de diámetro. Lo más probable es que estos dispositivos hayan sacrificado la precisión astronómica por un espectáculo que complaciera a la multitud y por imágenes sensacionales e impresionantes.
El planetario mecánico más antiguo que aún funciona, el planetario de Eisinga, se encuentra en la ciudad neerlandesa de Franeker. Fue construido por Eise Eisinga (1744-1828) en la sala de estar de su casa. Eisinga tardó siete años en construir su planetario, que se completó en 1781.
En 1905, Oskar von Miller (1855-1934), del Deutsches Museum de Múnich, encargó a M. Sendtner versiones actualizadas de un planetario mecánico con engranajes, y más tarde trabajó con Franz Meyer, ingeniero jefe de las obras ópticas de  Carl Zeiss en Jena, en el mayor planetario mecánico jamás construido, capaz de mostrar tanto movimiento heliocéntrico como geocéntrico. Se exhibió en el Deutsches Museum en 1924, ya que la guerra interrumpió los trabajos de construcción. Los planetas viajaban sobre raíles elevados, impulsados por motores eléctricos: la órbita de Saturno tenía 11,25 m de diámetro. 180 estrellas eran proyectadas en la pared por bombillas eléctricas.
Mientras estaba siendo construido, von Miller también trabajaba en la fábrica de Zeiss con el astrónomo alemán  Max Wolf, director del Observatorio de Heidelberg-Königstuhl de la Universidad de Heidelberg, en un diseño nuevo y novedoso, inspirado en el trabajo de Wallace W. Atwood en la Academia de Ciencias de Chicago y por las ideas del ingeniero Walther Bauersfeld y de Rudolf Straubel. El desarrollo comenzó en 1919 cuando Bauersfeld trabajaba para la compañía de instrumentos ópticos Zeiss. El resultado fue un diseño de planetario que generaría todos los movimientos necesarios de las estrellas y de los planetas dentro del proyector óptico y que  se montaría en el centro de una habitación, proyectando imágenes sobre la superficie blanca de un hemisferio. En agosto de 1923, el primer planetario Zeiss (Modelo I) proyectó imágenes del cielo nocturno sobre el revestimiento de yeso blanco de una cúpula hemisférica de hormigón de 16 m, erigida en el techo de las instalaciones de Zeiss. La primera exhibición pública oficial fue en el Deutsches Museum de Múnich el 21 de octubre de 1923. y hasta 1924 no se empezó a proyectar en forma de espectáculo dirigido al público. Era un planetario que constaba de un icosaedro, de 16 metros de diámetro y con 3.480 lados.
La llegada de la guerra hizo que fuera complicada la continuidad del auge de los planetarios en Alemania. Muchos de los que se construyeron fueron afectados por la guerra o cerraron sus puertas.

### Después de la Segunda Guerra Mundial

El Planetario Municipal Agrimensor Germán Barbato en Montevideo, Uruguay, inaugurado en 1955, es el planetario más antiguo de América Latina y del hemisferio sur.

Cuando Alemania fue dividida en Alemania Oriental y Occidental después de la guerra, la empresa Zeiss también se dividió. Parte permaneció en su sede tradicional en Jena, en Alemania Oriental, y parte emigró a Alemania Occidental. El diseñador del primer planetario de Zeiss, Walther Bauersfeld, también emigró a Alemania Occidental con los demás miembros del equipo directivo de Zeiss. Allí permaneció en el equipo directivo de Zeiss West hasta su muerte en 1959.
La empresa de Alemania Occidental reanudó la fabricación de grandes planetarios en 1954, y la empresa de Alemania Oriental comenzó a fabricar planetarios pequeños unos años más tarde. Mientras tanto, la falta de fabricantes de planetarios había dado lugar a varios intentos de construcción de modelos únicos, como uno construido por la Academia de Ciencias de California en el Golden Gate Park, San Francisco, que funcionó entre 1952 y 2003. Los hermanos Korkosz construyeron un gran proyector para el Museo de Ciencias de Boston, que fue único al ser el primer (y durante mucho tiempo único) planetario en proyectar el planeta Urano. La mayoría de los planetarios ignoran a Urano dado que, en el mejor de los casos, solo marginalmente era visible a simple vista.
Durante este período creció la industria del planetario en la Unión Soviética, que desarrolló nuevas tecnologías como la cúpula paraboloidal.
La carrera espacial de las décadas de 1950 y 1960 brindó un gran impulso a la popularidad del planetario en todo el mundo, cuando los temores de que Estados Unidos pudiera perderse las oportunidades de la nueva frontera en el espacio estimularon un programa masivo para instalar más de 1200 planetarios en las escuelas superiores de EE. UU.

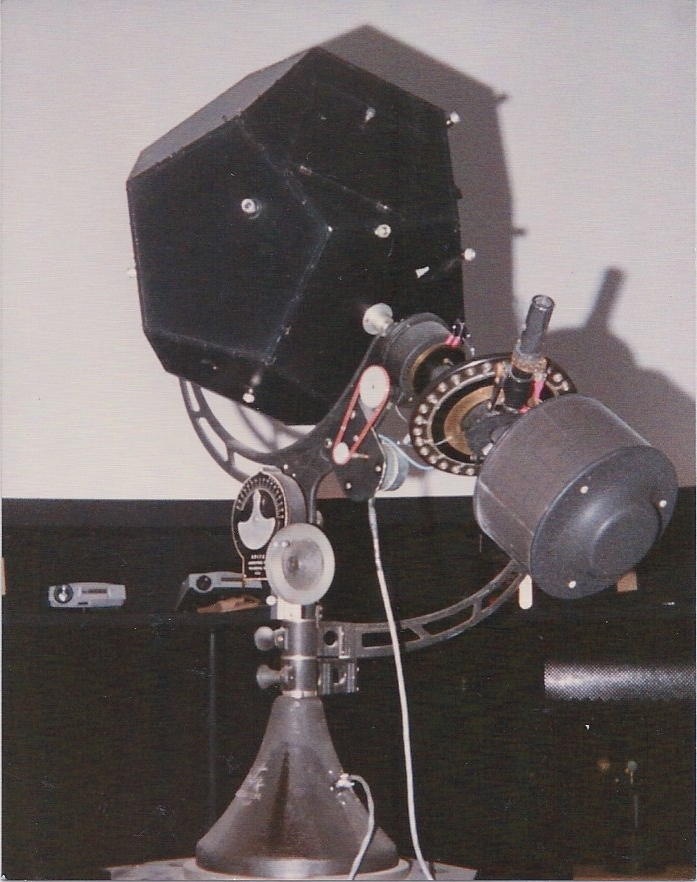
Primer proyector de estrellas Spitz

Armand Spitz reconoció que había un mercado viable para planetarios pequeños y económicos. Su primer modelo, el Spitz A, fue diseñado para proyectar estrellas desde un dodecaedro, reduciendo así los gastos de mecanizado en la creación de un globo. Los planetas no estaban mecanizados, pero podían moverse a mano. Siguieron varios modelos con varias capacidades mejoradas, hasta que el A3P, que proyectaba más de mil estrellas, tenía movimientos motorizados para los cambios de latitud, el movimiento diario y el movimiento anual para el Sol, la Luna (incluidas las fases) y los planetas. Este modelo se instaló en cientos de escuelas secundarias, universidades e incluso en pequeños museos desde 1964 hasta la década de 1980. 

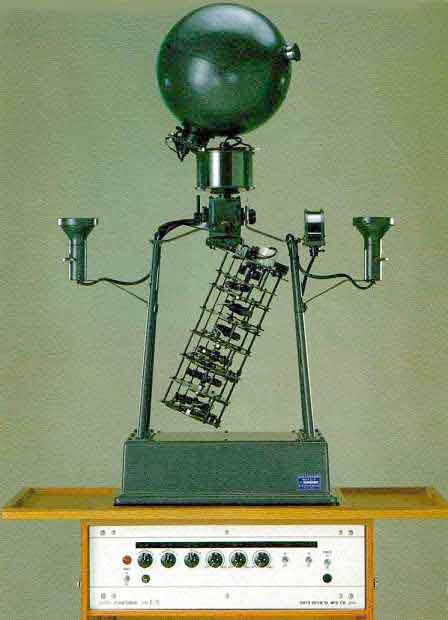
Un proyector Goto E-5.

Japón entró en el negocio de la fabricación de planetarios en la década de 1960, con Goto y Minolta comercializando con éxito varios modelos diferentes. Goto tuvo un éxito particular cuando el Ministerio de Educación de Japón colocó uno de sus modelos más pequeños, el E-3 o el E-5 (los números se refieren al diámetro métrico de la cúpula) en todas las escuelas primarias de Japón.
Phillip Stern, como antiguo profesor del Planetario Hayden de New York City, tuvo la idea de crear un pequeño planetario que pudiera programarse. Su modelo Apollo se introdujo en 1967 con un tablero de programa de plástico, una conferencia grabada y una tira de película. Incapaz de financiarlo él mismo, Stern se convirtió en el jefe de la división de planetario de Viewlex, una empresa audiovisual de tamaño mediano en Long Island. Se crearon alrededor de treinta programas enlatados para varios grados y el público, mientras que los operadores podían crear los suyos propios o correr el planetario en vivo. A los compradores del Apollo se les daba a elegir entre dos espectáculos enlatados y podían comprar más. Se vendieron unos cientos, pero a fines de la década de 1970, Viewlex quebró por razones no relacionadas con el negocio del planetario.
Durante la década de 1970, el sistema de cine OmniMax (ahora conocido como IMAX Dome) fue concebido para operar en pantallas de planetario. Más recientemente, algunos planetarios se han renombrado como teatros domo, con ofertas más amplias que incluyen películas de pantalla ancha o "envolventes", videos de domo completo y espectáculos láser que combinan música con patrones dibujados con láser.
Learning Technologies Inc. en Massachusetts ofreció el primer planetario fácilmente portátil en 1977. Philip Sadler diseñó este sistema patentado que proyectaba estrellas, figuras de constelaciones de muchas mitologías, sistemas de coordenadas celestes y mucho más, desde cilindros extraíbles (Viewlex y otros siguieron con sus propios versiones portátiles).
Cuando Alemania fue reunificada en 1989, las dos empresas de Zeiss hicieron lo mismo y ampliaron sus ofertas para cubrir muchas cúpulas de diferentes tamaños.

### Planetarios computarizados

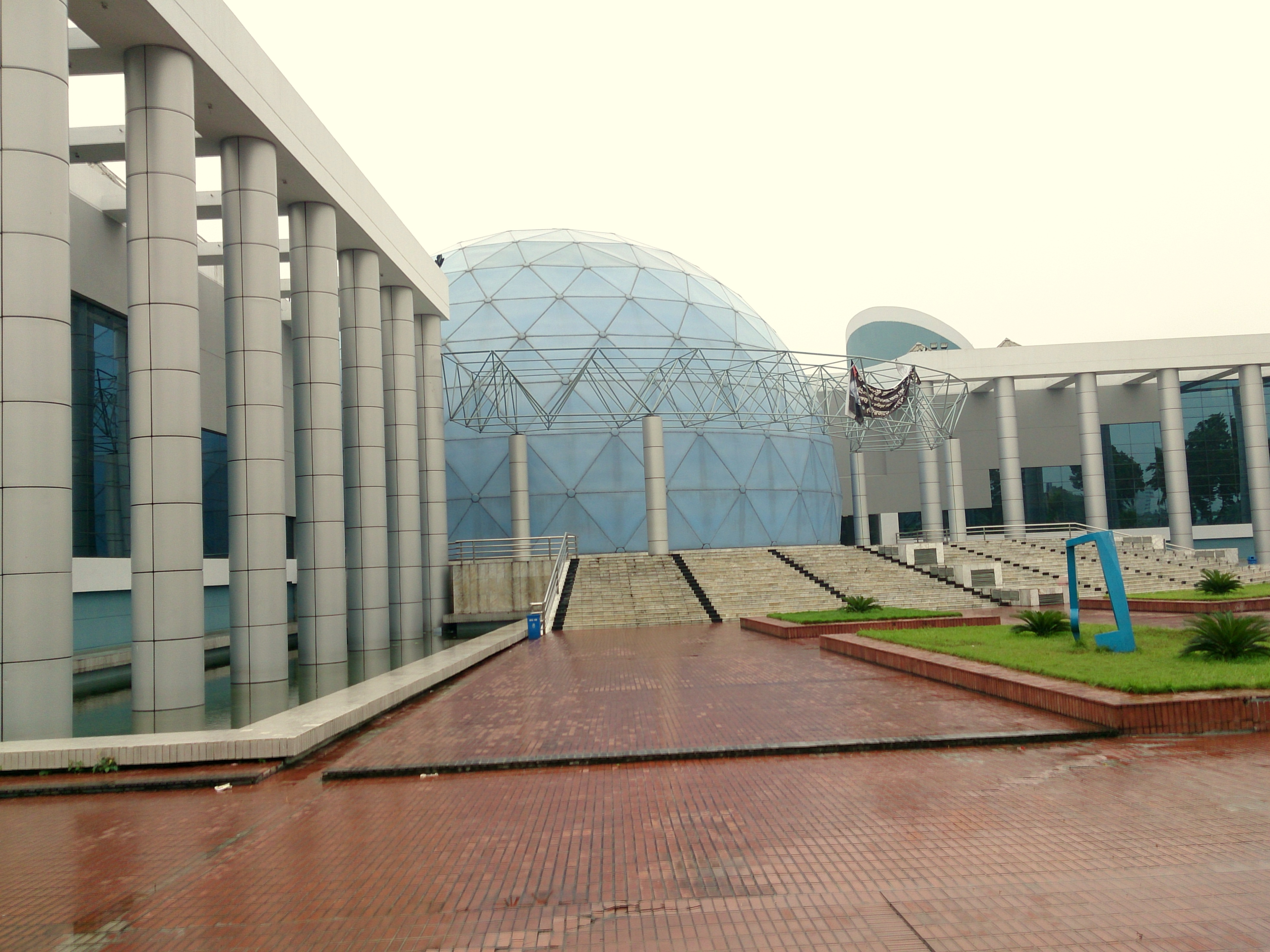
Bangabandhu Sheikh Mujibur Rahman Planetarium (Est.2003), Dhaka, Bangladesh utiliza una cortina de aluminio perforado Astrotec, GSS-Helios Space Simulator, Astrovision-70 y muchos otros proyectores de efectos especiales

En 1983, la firma estadounidense pionera en el campo de la computacion Evans & Sutherland instaló el primer proyector de planetario digital que mostraba gráficos por computadora (Planetario Hansen, Salt Lake City, Utah): el proyector  Digistar I  utilizaba un sistema de gráficos vectoriales para mostrar campos de estrellas y arte lineal. Esto le da al operador una gran flexibilidad para mostrar no solo el cielo nocturno moderno como es visible desde la Tierra, sino también como fue o será visible desde puntos muy distantes en el espacio y el tiempo. Las generaciones más recientes de planetarios, comenzando con Digistar 3, ofrecen tecnología de video de domo completo. Esto permite la proyección de cualquier imagen que desee el operador.
Algunos programas de ordenador permiten simular la posición en el cielo de las estrellas y planetas. Entre los más conocidos se encuentran los programas de código libre: Cartes du ciel, Celestia, Stellarium y NightShade; no-libre pero igualmente gratuito Winstars; y de pago Starry Night.

## Tecnología

### Cúpulas

Ejemplos de cúpulas de planetario
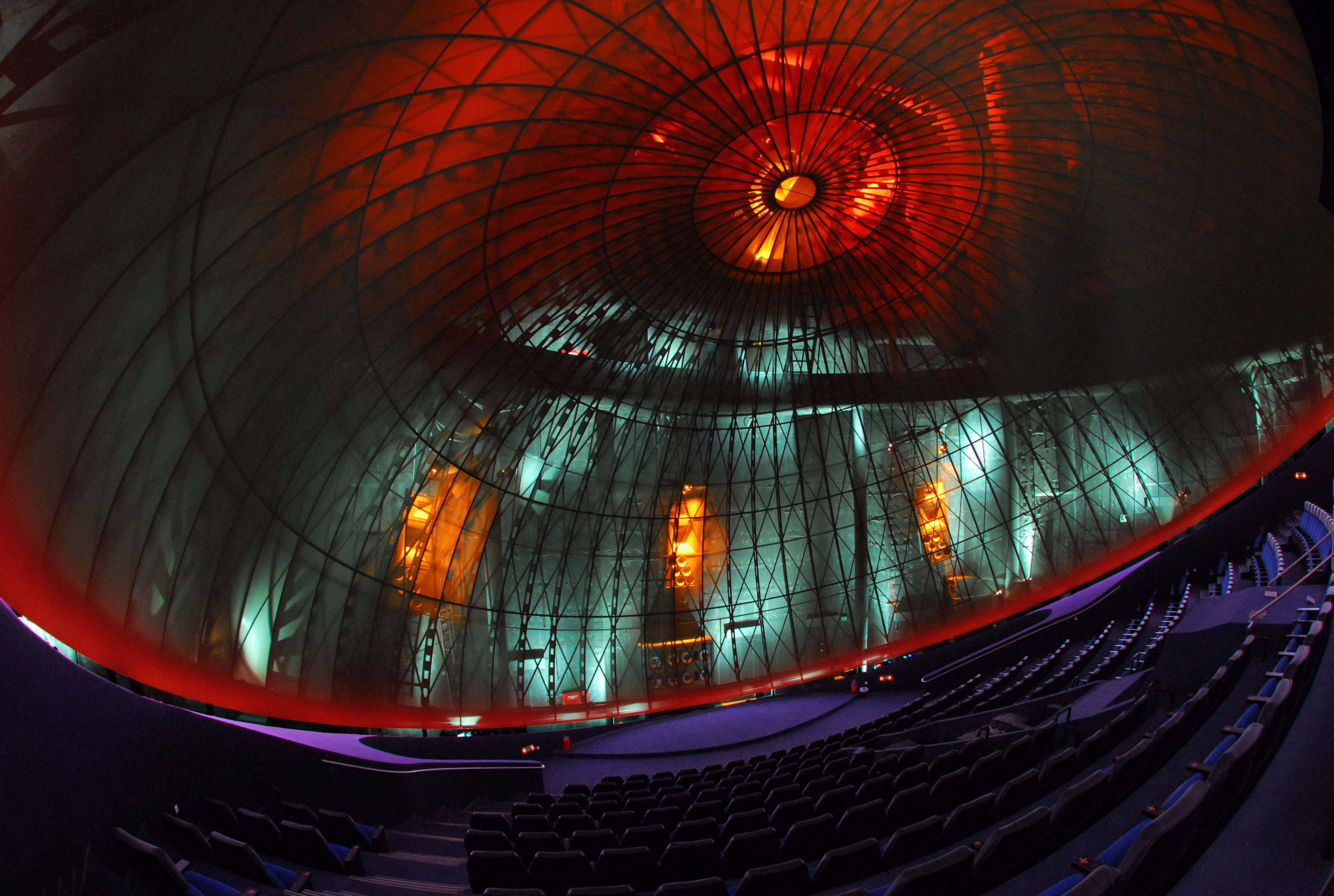
La cúpula del Planetario de Atenas.
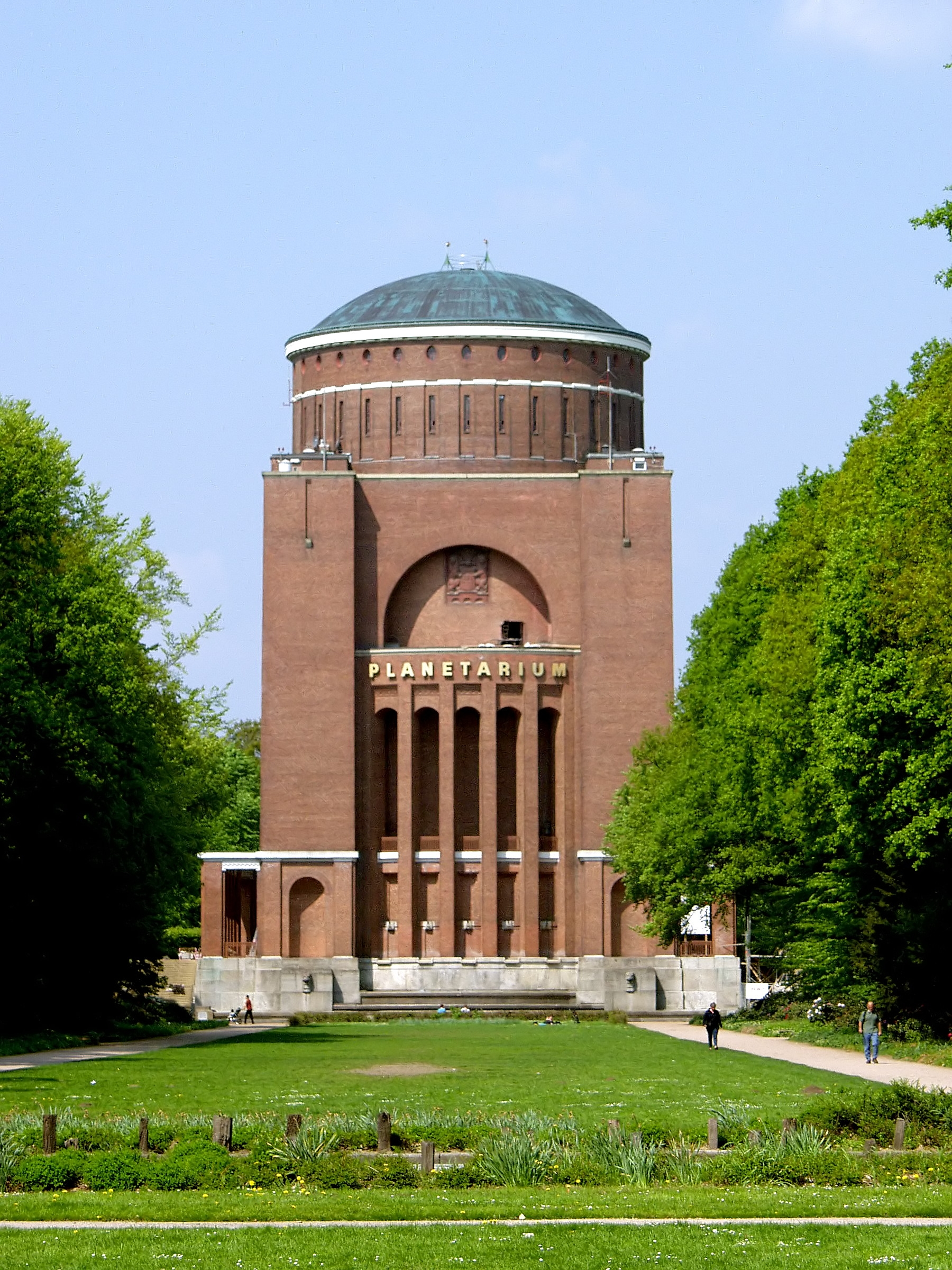
Planetario de Hamburgo
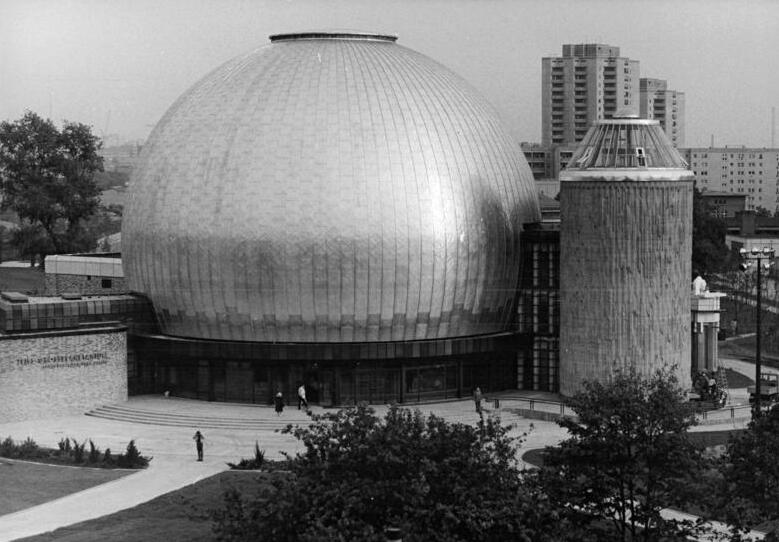
El Gran Planetario Zeiss de Berlín, 1987.
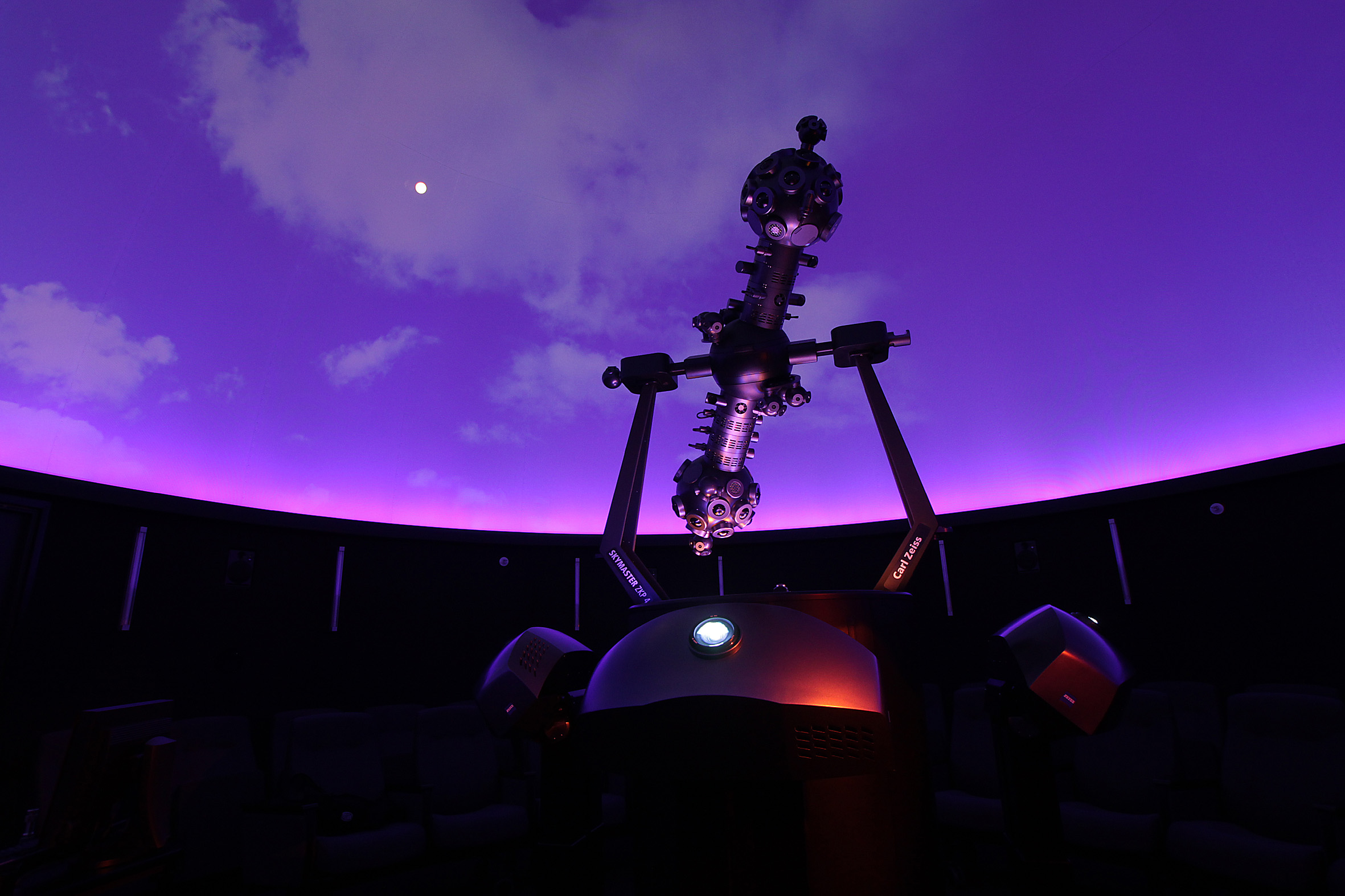
Interior del Planetario ubicado en la Science Factory (Vitenfabrikken) en Sandnes, Noruega.
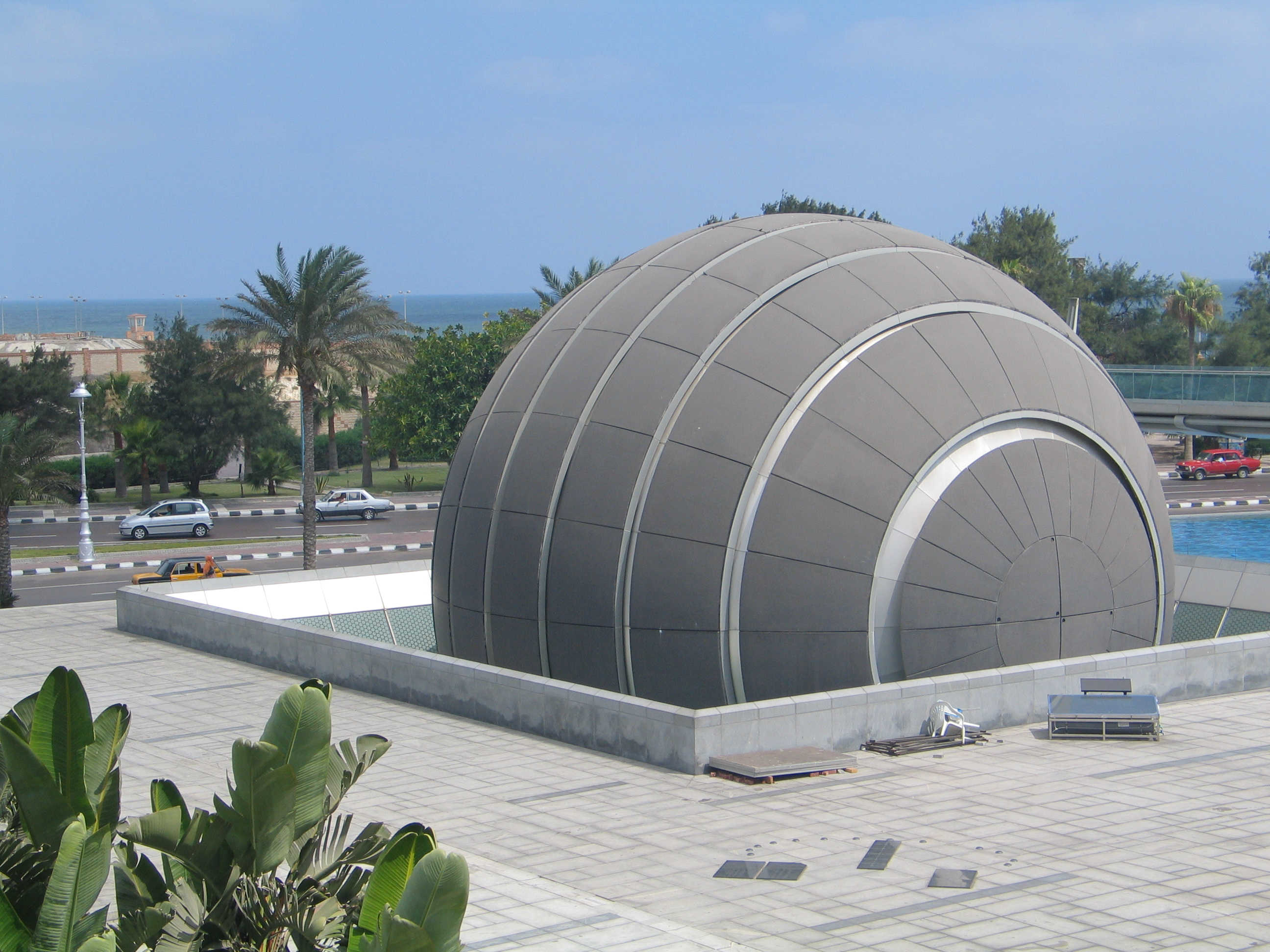
Cúpula del  Planetarium Science Center de la  Biblioteca Alejandrina
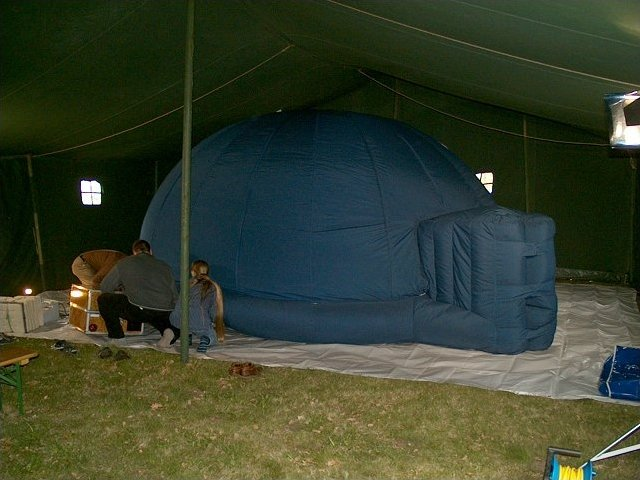
Una pequeña cúpula de planetario portátil inflable.
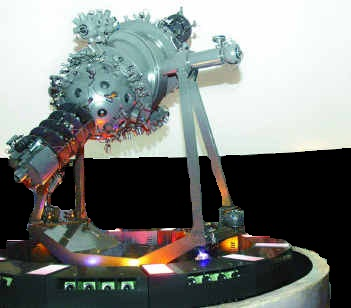
Proyector de campo estelar GM-II en Planetario Priyadarshini, Trivandrum, India
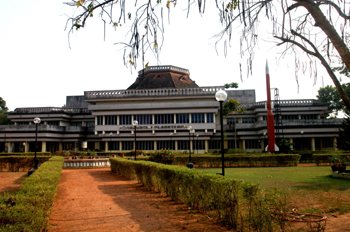
Planetario Priyadarshini, Trivandrum, India
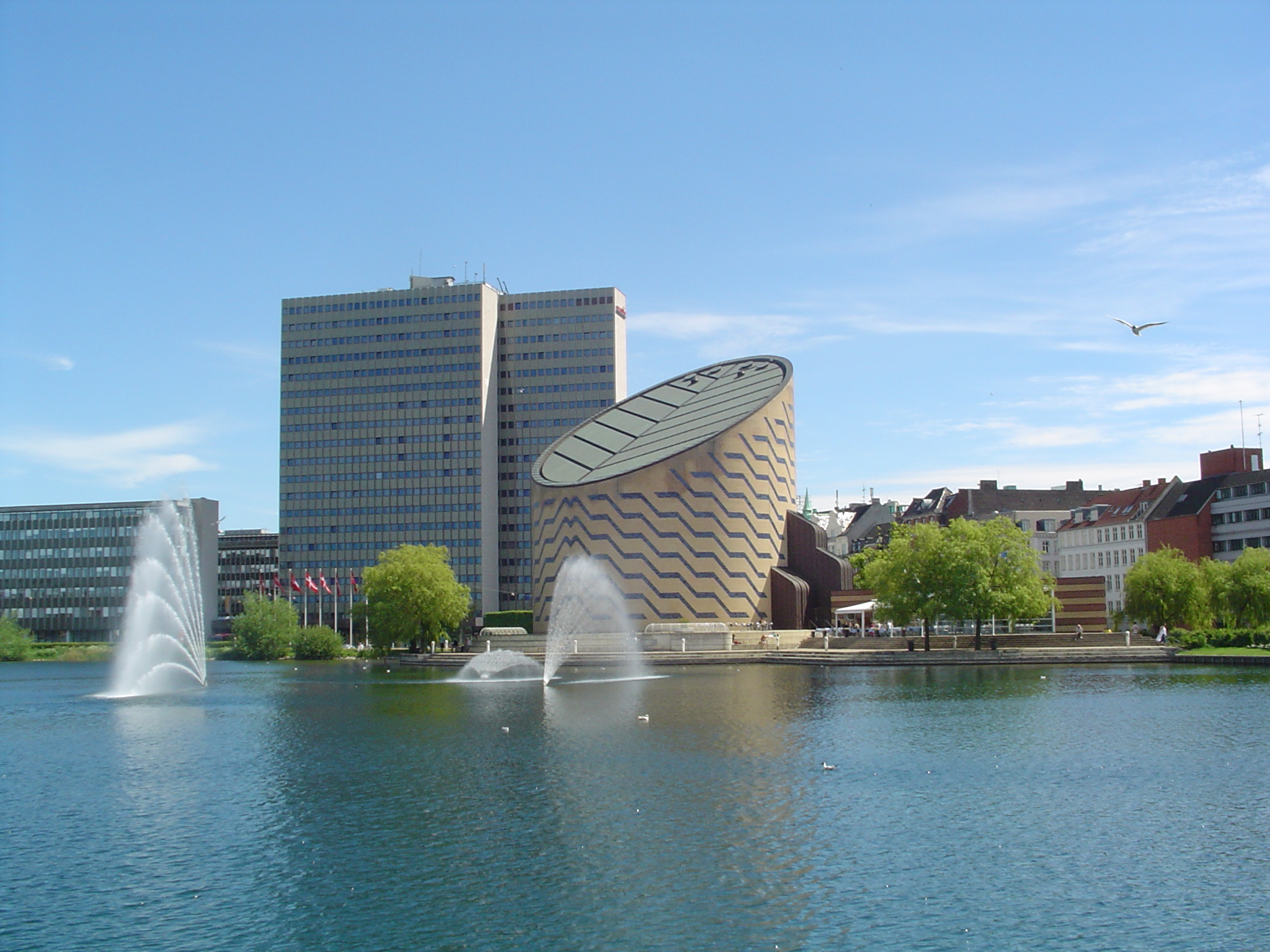
Planetario Tycho Brahe, Copenhague, Dinamarca
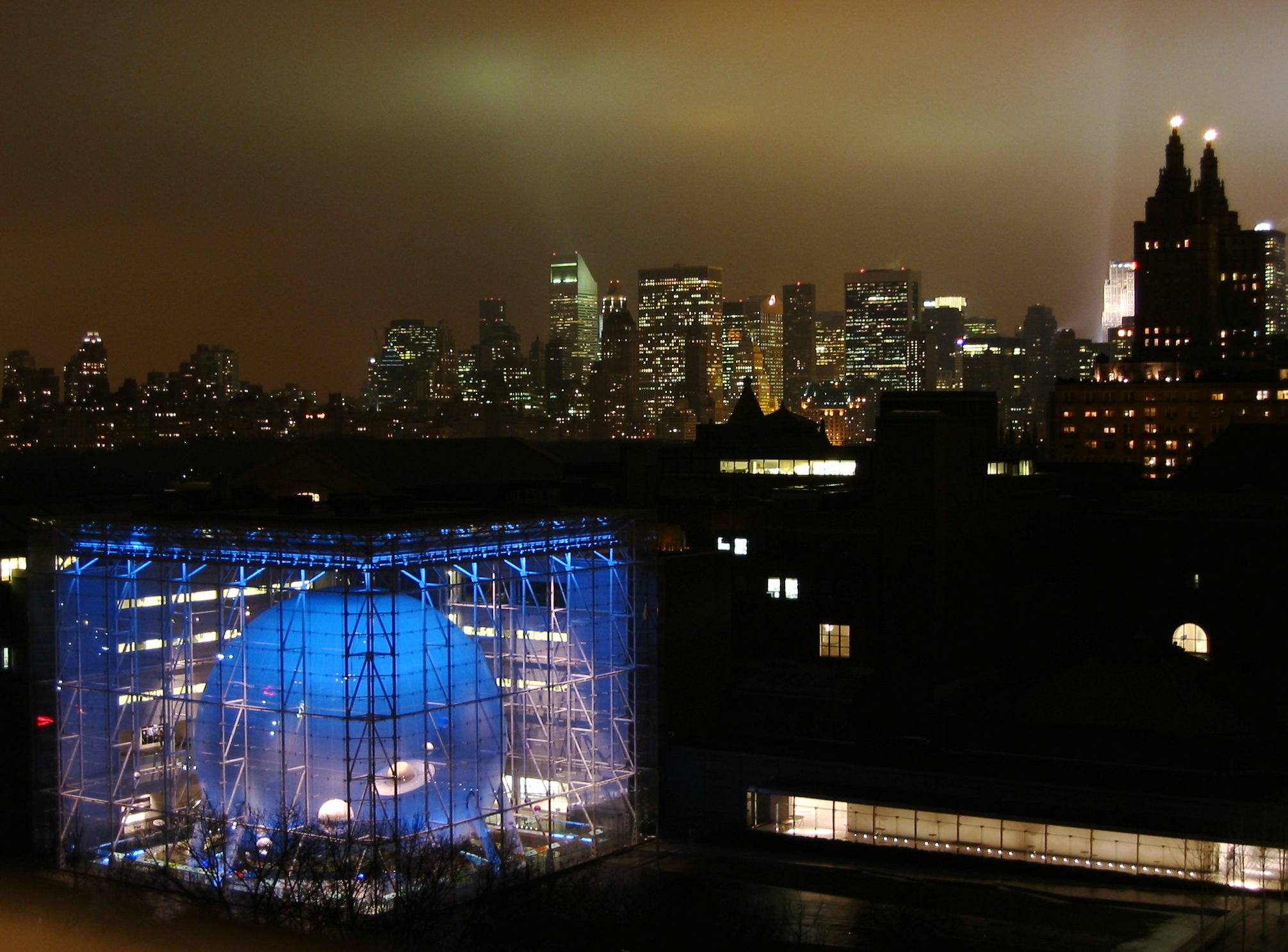
Planetario Hayden, parte del Centro Rose para la Tierra y el Espacio del Museo Americano de Historia Natural en la ciudad de Nueva York

Las cúpulas de los planetarios varían en tamaño desde 3 m a 35 m de diámetro, con una capacidad de 1 a 500 personas. Pueden ser permanentes o portátiles, según la aplicación.
- Cúpulas inflables portátiles que se pueden inflar en minutos. Dichas cúpulas se utilizan a menudo para organizar recorridos de visitas planetarias, por ejemplo, en escuelas y centros comunitarios.
- Estructuras temporales que utilizan segmentos de plástico reforzado con fibra de vidrio (glass-reinforced plastic, GRP) atornillados entre sí y montados en un marco. Como pueden tardar algunas horas en construirse, son más adecuadas para aplicaciones como puestos de exhibición, en los que la cúpula permanecerá en pie durante un período de al menos varios días.
- Cúpulas infladas con presión negativa, adecuados en algunas situaciones semipermanentes. Usan un ventilador para extraer el aire de detrás de la superficie de la cúpula, lo que permite que la presión atmosférica lo empuje a la forma correcta.
- Cúpulas permanentes más pequeños construidos con frecuencia con plástico reforzado con vidrio. Esto es económico pero, como la superficie de proyección refleja tanto el sonido como la luz, la acústica dentro de este tipo de cúpula puede restar valor a su utilidad. Una cúpula tan sólida también presenta problemas relacionados con la calefacción y la ventilación en un planetario de gran audiencia, ya que el aire no puede pasar a través de ella.
- Cúpulas de planetarios antiguos construidas con materiales de construcción tradicionales y recubiertas con yeso. Este método era relativamente costoso y presentaba los mismos problemas acústicos y de ventilación que el GRP.

- La mayoría de las cúpulas modernos están construidos con secciones delgadas de aluminio con nervaduras que brindan una estructura de soporte detrás.[14]  El uso del aluminio facilita la perforación de la cúpula con miles de pequeños agujeros. Esto reduce la reflectividad del sonido hacia la audiencia (brindando mejores características acústicas), permite que el sistema de sonido se proyecte a través de la cúpula desde atrás (ofreciendo un sonido que parece provenir de unas direcciones apropiadas relacionadas con un espectáculo) y permite la circulación de aire a través de la superficie de proyección para su correcta climatización.

El realismo de la experiencia visual en un planetario depende significativamente del rango dinámico de la imagen, es decir, del contraste entre la oscuridad y la luz. Esto puede ser un desafío en cualquier entorno de proyección cupulado, porque una imagen brillante proyectada en un lado de la cúpula tenderá a reflejar la luz hacia el lado opuesto, "elevando" el nivel de negro allí y haciendo que toda la imagen parezca menos realista. Dado que los espectáculos de planetario tradicionales consistían principalmente en pequeños puntos de luz (es decir, estrellas) sobre un fondo negro, esto no era un problema importante, pero se convirtió en un problema a medida que los sistemas de proyección digital comenzaron a llenar grandes porciones de la cúpula con objetos brillantes (por ejemplo,, imágenes grandes del sol en contexto). Por esta razón, las cúpulas de los planetarios modernos a menudo no están pintadas de blanco, sino de un color gris medio, lo que reduce la reflexión a quizás un 35-50%. Esto aumenta el nivel percibido de contraste.
Un gran desafío en la construcción de cúpulas es hacer que las uniones sean lo más invisibles posibles. Pintar una cúpula después de la instalación es una tarea importante y, si se hace correctamente, las costuras pueden desaparecer casi por completo.
Tradicionalmente, las cúpulas de los planetarios se montaban horizontalmente, coincidiendo con el horizonte natural del cielo nocturno real. Sin embargo, debido a que esa configuración requiere disponer los asientos muy inclinados para una confortable visualización "directamente hacia arriba", cada vez más se construyen cúpulas inclinadas con respecto a la horizontal entre 5 y 30 grados para brindar una mayor comodidad. Las cúpulas inclinadas tienden a crear un "punto dulce" favorecido para una visualización óptima, situado centralmente alrededor de un tercio de la cúpula desde el punto más bajo. Las cúpulas inclinadas generalmente tienen asientos dispuestos al estilo de un estadio en filas escalonadas rectas; Las cúpulas horizontales suelen tener asientos en filas circulares, dispuestas en formaciones concéntricas (orientadas al centro) o epicéntricas (orientadas al frente).
Ocasionalmente, los planetarios incluyen controles como botones o joysticks en los reposabrazos de los asientos para permitir la retroalimentación de la audiencia que influye en el espectáculo en tiempo real.
A menudo, alrededor del borde de la cúpula (la "cueva") se encuentran:
- Siluetas de maquetas de geografía o de edificios como los que se encuentran en la zona del edificio del planetario.
- Iluminación para simular el efecto del crepúsculo o de la contaminación lumínica urbana.
- En un planetario, la decoración del horizonte incluía un pequeño modelo de un ovni volando.

Tradicionalmente, los planetarios necesitaban disponer muchas lámparas incandescentes alrededor de la bóveda de la cúpula para facilitar la entrada y salida de la audiencia, para simular el amanecer y el atardecer, y para proporcionar luz de trabajo para la limpieza de la cúpula. Recientemente, se dispone de sistemas basados en la iluminación LED de estado sólido que reduce significativamente el consumo de energía y los requerimientos de mantenimiento, ya que las lámparas no tienen que cambiarse con regularidad.
El planetario mecánico más grande del mundo se encuentra en Monico, Wisconsin, el Planetario Kovac. Tiene 22 pies de diámetro y pesa dos toneladas. El globo está hecho de madera y se acciona con un controlador de motor de velocidad variable. Es el planetario mecánico más grande del mundo, más grande que el «Atwood Globe» en Chicago (15 pies de diámetro) y un tercio del tamaño del planetario Hayden.
Algunos planetarios nuevos cuentan ahora con un suelo de cristal, que permite a los espectadores permanecer cerca del centro de una esfera rodeada de imágenes proyectadas en todas las direcciones, dando la impresión de flotar en el espacio exterior. Por ejemplo, un pequeño planetario en AHHAA en Tartu, Estonia, presenta una instalación de este tipo, con proyectores especiales para imágenes situados debajo de los pies de la audiencia, así como sobre sus cabezas.

### Proyectores electromecánicos/ópticos tradicionales

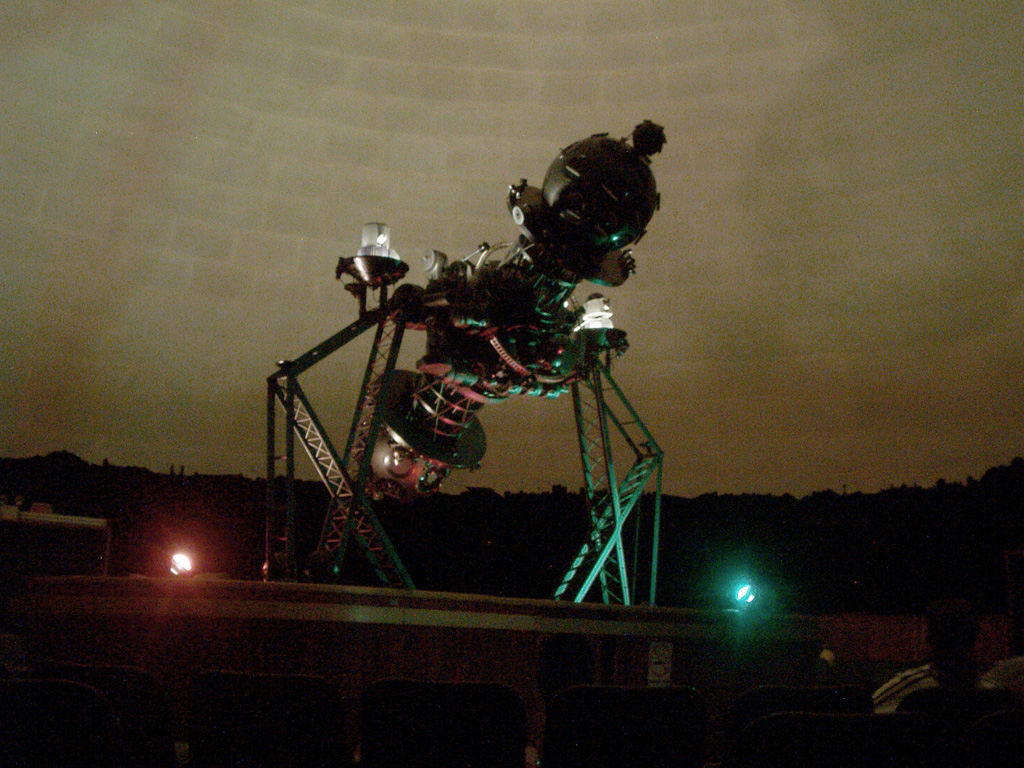
Planetario Humboldt, proyector planetario marca Zeiss Modelo Mark III modificado.

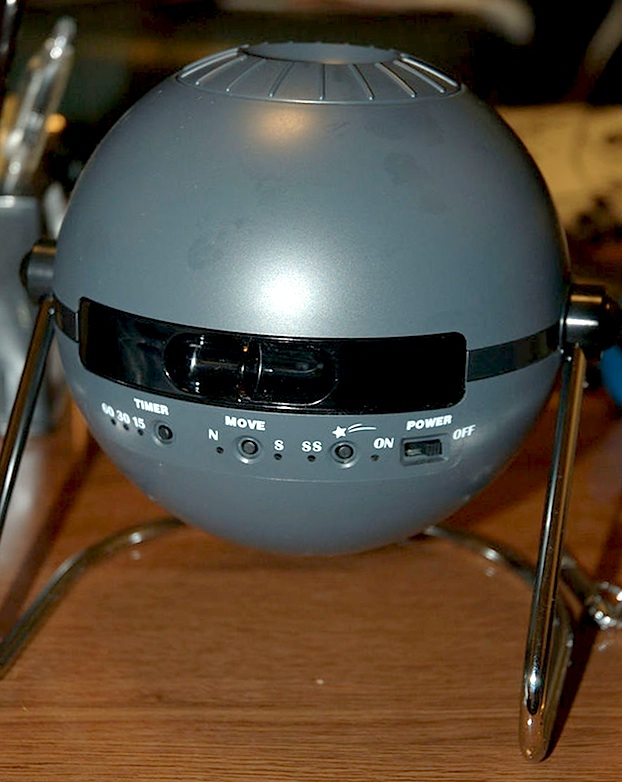
A Sega Homestar home planetarium projector

El aparato de proyección de los planetarios tradicionales utilizaba una bola hueca con una luz en el interior y un orificio para cada estrella, de ahí el nombre de «bola de estrellas». Con algunas de las estrellas más brillantes (por ejemplo, Sirius, Canopus, Vega), el agujero debía ser tan grande para dejar pasar la suficiente luz que debía haber una pequeña lente en el agujero para enfocar la luz en un punto afilado en la cúpula. En las modernas bolas de estrellas de los planetarios posteriores, las estrellas brillantes individuales a menudo tienen proyectores individuales, con forma de pequeñas antorchas de mano, con lentes de enfoque para estrellas brillantes individuales. Los interruptores de contacto evitan que los proyectores se proyecten por debajo del "horizonte".  
La bola de estrellas generalmente se monta para que pueda girar como un todo para simular la rotación diaria de la Tierra y para cambiar la latitud simulada en la Tierra. También suele haber un medio de rotación para producir el efecto de precesión de los equinoccios. A menudo, una de esas bolas está unida a su polo sur de la eclíptica. En ese caso, la vista no puede ir tan al sur que el área en blanco resultante en el sur se proyecte en la cúpula. Algunos proyectores de estrellas tienen dos bolas en los extremos opuestos del proyector como una mancuerna. En ese caso, se pueden mostrar todas las estrellas y la vista puede ir a cualquier polo o a cualquier punto intermedio. Pero se debe ser cuidadoso con que los campos de proyección de las dos bolas coincidan donde se encuentran o se superponen.
Los proyectores de planetario más pequeños incluyen un conjunto de estrellas fijas, el Sol, la Luna y los planetas, y varias nebulosas. Los proyectores más grandes también incluyen cometas y una selección mucho mayor de estrellas. Se pueden agregar proyectores adicionales para mostrar el crepúsculo alrededor del exterior de la pantalla (con escenas de la ciudad o del campo), así como de la Vía Láctea. Otros incorporan líneas de coordenadas y constelaciones, diapositivas fotográficas, pantallas láser y otras imágenes.
Cada planeta es proyectado por un foco nítidamente enfocado que crea un punto de luz en la cúpula. Los proyectores de planetas deben tener engranajes para mover su posicionamiento y así simular los movimientos de los planetas. Estos pueden ser de estos tipos:
- Copernicano. El eje representa el Sol. La pieza giratoria que representa a cada planeta lleva una luz que debe ser dispuesta y guiada para que gire de modo que siempre mire hacia la pieza giratoria que representa la Tierra. Esto presenta problemas mecánicos que incluyen:
  - las luces de los planetas, alimentadas por cables, tienen que doblarse a medida que giran los planetas, y doblar repetidamente el cable de cobre tiende a provocar la rotura del cable debido a la fatiga del metal;
  - Cuando un planeta está en oposición a la Tierra, su luz puede ser bloqueada por el eje central del mecanismo. (Si el mecanismo del planeta está girado 180° con respecto a la realidad, las luces son transportadas por la Tierra y brillan hacia cada planeta, y el riesgo de bloqueo ocurre en la conjunción con la Tierra).

- Ptolemaico. Aquí el eje central representa la Tierra. La luz de cada planeta está en una montura que gira solo alrededor del eje central, y está dirigida por una guía que es dirigida por un deferente y un epiciclo (o como los llame el fabricante del planetario). Aquí, los valores numéricos de Ptolomeo deben revisarse para eliminar la rotación diaria, que en un planetario se satisface de otra manera. (En un planetario, esto necesitaba constantes orbitales de tipo ptolemaico para Urano, que Ptolomeo desconocía).
- Controlado por computadora. Aquí, todas las luces de los planetas están montadas en soportes que giran solo alrededor del eje central y están dirigidas por una computadora.

A pesar de ofrecer una buena experiencia al espectador, los proyectores de bolas de estrellas tradicionales sufren varias limitaciones inherentes. Desde un punto de vista práctico, los bajos niveles de luz requieren varios minutos para que el público "adapte a la oscuridad" su vista. La proyección de la "bola de estrellas" está limitada en términos educativos por su incapacidad para moverse más allá de una vista terrestre del cielo nocturno. Finalmente, en la mayoría de los proyectores tradicionales, los diversos sistemas de proyección superpuestos son incapaces de una ocultación adecuada. Esto significa que la imagen de un planeta proyectada sobre lo alto de un campo de estrellas (por ejemplo) seguirá mostrando las estrellas brillando a través de la imagen del planeta, degradando la calidad de la experiencia visual. Por razones relacionadas, algunos planetarios muestran estrellas por debajo del horizonte que se proyectan en las paredes por debajo de la cúpula o en el piso, o (con una estrella brillante o un planeta) brillando en los ojos de alguien en la audiencia.
Sin embargo, la nueva generación de proyectores óptico-mecánicos que utilizan tecnología de fibra óptica para mostrar las estrellas muestran una vista mucho más realista del cielo.

### Proyectores digitales

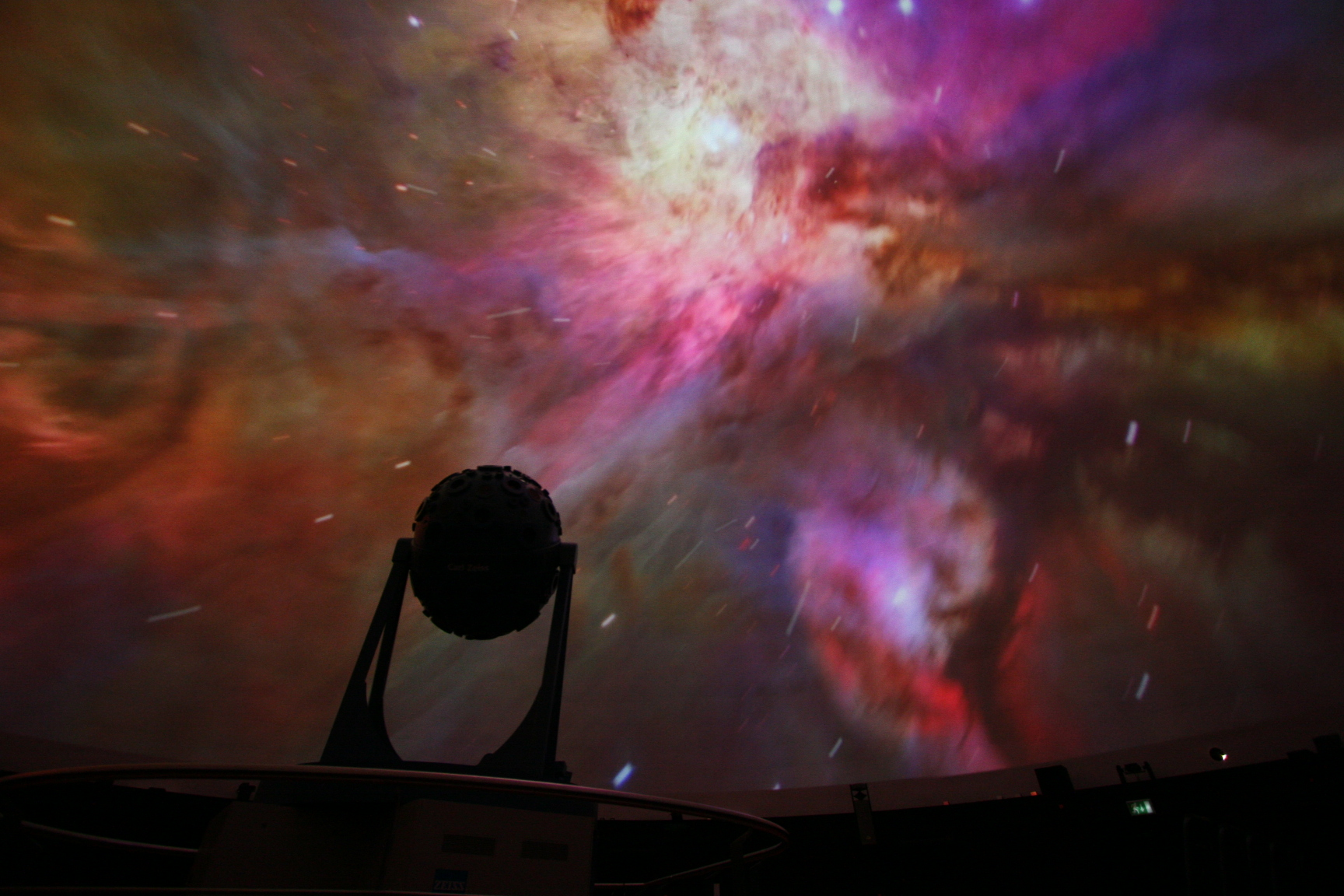
Una proyección láser de cúpula completa

Un número cada vez mayor de planetarios está utilizando la tecnología digital para reemplazar todo el sistema de proyectores interconectados que tradicionalmente se empleaban acompañando a las bolas de estrellas para abordar algunas de sus limitaciones. Los fabricantes de planetarios digitales esgrimen unos costos de mantenimiento reducidos y una mayor confiabilidad de tales sistemas en comparación con las "bolas de estrellas" tradicionales, con el argumento de que emplean pocas partes móviles y de que  generalmente no requieren sincronización de movimiento a través de la cúpula entre varios sistemas separados. Algunos planetarios combinan proyección opto-mecánica tradicional y tecnologías digitales en la misma cúpula.
En un planetario completamente digital, la imagen de la cúpula es generada por una computadora y luego se proyecta sobre la cúpula utilizando una variedad de tecnologías que incluyen proyectores de tubo de rayos catódicos, LCD, DLP o láser. A veces, se emplea un solo proyector montado cerca del centro de la cúpula  con una lente de ojo de pez para esparcir la luz por toda la superficie de la cúpula, mientras que en otras configuraciones se disponen varios proyectores alrededor del horizonte de la cúpula para combinarse perfectamente.
Todos los sistemas de proyección digital funcionan creando la imagen del cielo nocturno como una gran variedad de píxeles. En términos generales, cuantos más píxeles pueda mostrar un sistema, mejor será la experiencia de visualización. Si bien la primera generación de proyectores digitales no pudo generar suficientes píxeles para igualar la calidad de imagen de los mejores proyectores tradicionales de "bola de estrellas", los sistemas de alta gama actuales ofrecen una resolución que se acerca al límite de la agudeza visual humana.
Los proyectores LCD tienen límites fundamentales en su capacidad para proyectar tanto luz como negro verdadero, lo que ha tendido a limitar su uso en los planetarios. Los proyectores LCOS y LCOS modificados han mejorado las relaciones de contraste de la pantalla LCD y, al mismo tiempo, han eliminado el efecto de «puerta de pantalla» de los pequeños espacios entre los píxeles de la pantalla LCD. Los proyectores DLP de “chip oscuro” mejoran el diseño DLP estándar y pueden ofrecer una solución relativamente económica con imágenes brillantes, pero el nivel de negro requiere desconcertante físico (physical baffling) de los proyectores. A medida que la tecnología madura y reduce su precio, la proyección láser parece prometedora para la proyección en cúpulas, ya que ofrece imágenes brillantes, un gran rango dinámico y un espacio de color muy amplio.

## Contenidos de los espectáculos

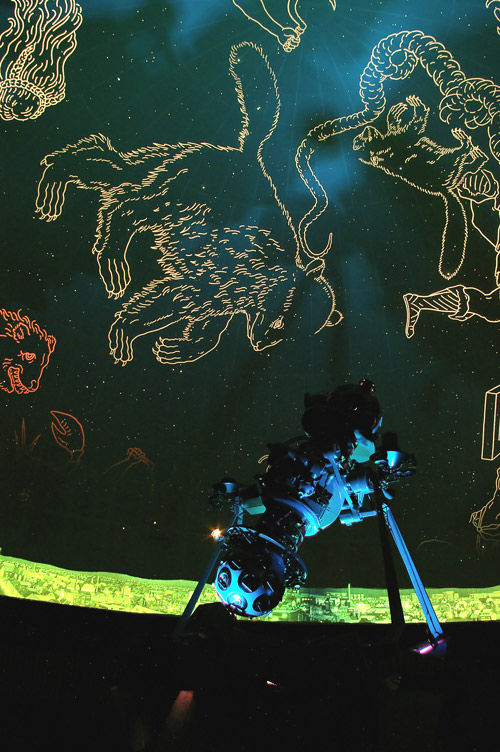
Representaciones artísticas de las constelaciones proyectadas durante un espectáculo de planetario.

### Planetarios en Latinoamérica

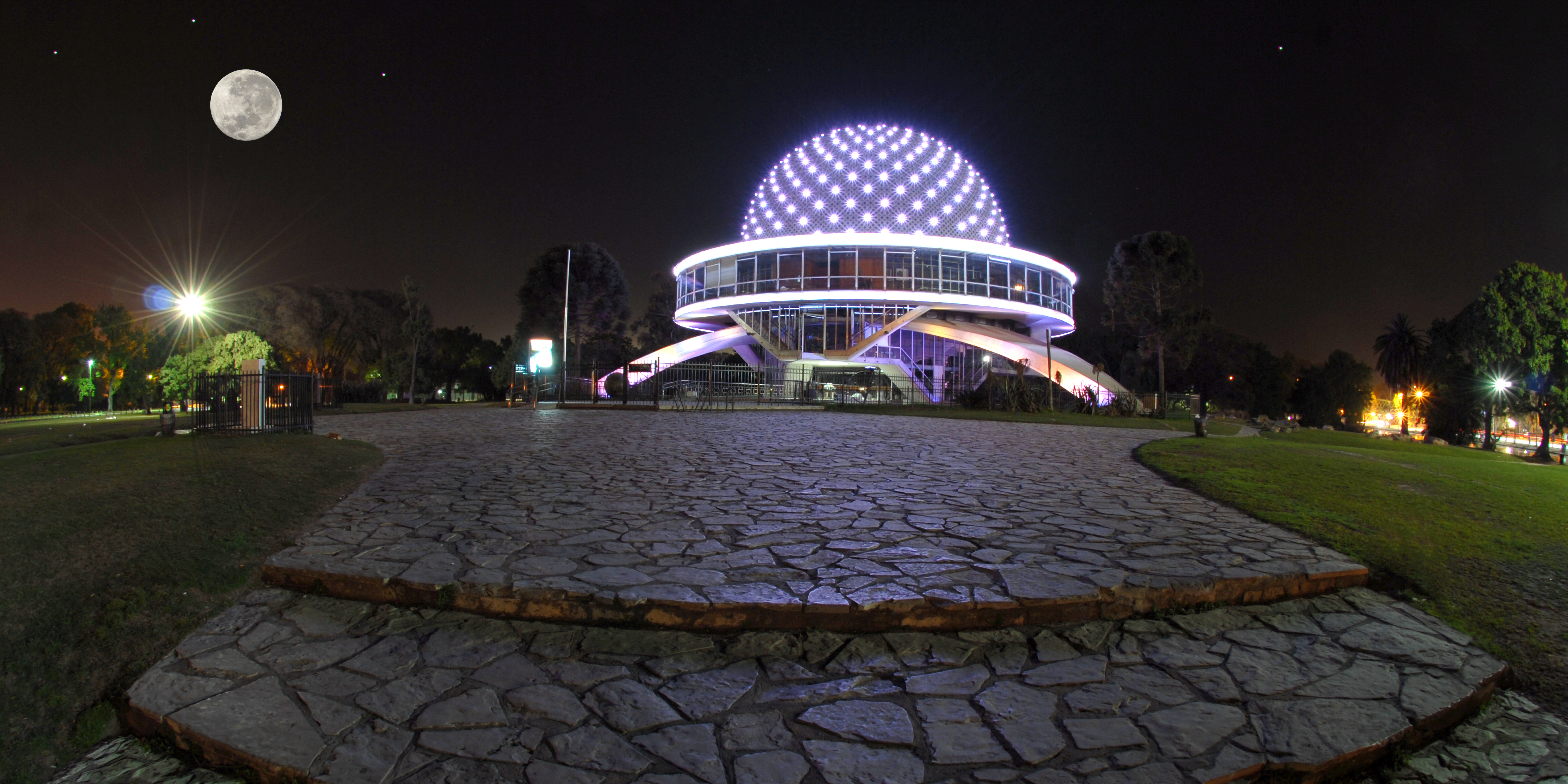
Planetario de Buenos Aires